# Grupa Mińska
Grupa Mińska – wyspecjalizowana komórka, utworzona w 1992 roku przez Organizację Bezpieczeństwa i Współpracy w Europie OBWE (d. Konferencję Bezpieczeństwa i Współpracy w Europie, KBWE) w celu rozwiązania konfliktu azersko-ormiańskiego w rejonie Górskiego Karabachu.
Krajami przewodzącymi Grupy Mińskiej OBWE są: Rosja, Francja i Stany Zjednoczone. Państwa uczestniczące, które wchodzą w jej skład to: Białoruś, Niemcy, Włochy, Portugalia, Holandia, Szwecja, Finlandia oraz Armenia i Azerbejdżan.
Grupa Mińska nie prowadzi formalnych i regularnych spotkań. Powołana została jako mediator konfliktu pomiędzy Armenią a Azerbejdżanem. Największym osiągnięciem rozmów z udziałem Grupy Mińskiej OBWE było podpisanie w 1994 roku ugody pomiędzy rządami w Baku i Erywaniu. Zawarte porozumienie nie rozwiązało jednak konfliktu, a jedynie go zamroziło.